# Ryska maffian
Ryska maffian är ofta en samlingsbenämning för grov organiserad brottslighet från forna Sovjetunionen, nationellt och internationellt, pådrivet av organisationer/nätverkskonstellationer med direkta/indirekta kopplingar till varandra sinsemellan.
Termen "rysk maffia", "red mafia" och "organizatsyija", är ofta vilseledande och felaktiga begrepp som uppstått i västvärldens massmedia i samband med Sovjetunionen upplöstes. Felaktigheterna beror i högsta grad på två orsaker; Maffian är ett italienskt begrepp som syftar på en viss strukturell hierarkisk uppbyggnad som är typisk för den italienska organiserade brottsligheten och inte för den organiserade brottsligheten från forna Sovjetunionen, där organiseringen av kriminella auktoriteter inom den undre världen, som kallas "vory v zakone" ('tjuvar i lagen'), är uppbyggt på ett helt annat sätt, med mindre hierarki och med mer lösa nätverk. Den andra felaktigheten är att "maffian" definieras som rysk-etnisk, vilket är helt felaktigt, då maffian består av alla möjliga etniciteter från det forna Sovjetunionen, såsom ryssar, judar, georgier, tjetjener, azer-turkar, armenier, balter, ukrainare, uzbeker etcetera, som har de framträdande rollerna. 
Ett annat tydligt kännetecken för sovjetmaffian är att den direkt/indirekt går att kopplas ihop med politik, myndighetsutövning och andra offentliga institutioner i de forna Sovjetstaterna, där den organiserade brottsligheten har ett stort inflytande. Dessutom domineras det privata näringslivet av maffians inflytande, inte minst gäller detta de stora bankerna.
Den "ryska maffian" anses vara världens mäktigaste brottssyndikat som använder extremt mycket våld till skillnad från andra maffior. Enligt källor inom amerikanska Federal Bureau of Investigation (FBI) har vi sedan Sovjetunionens fall att göra med en mycket mer sofistikerad och mäktig brottslighet än vad vi tidigare haft att göra med. Samma källor inom FBI gör även gällande att dessa människor inom det så kallade toppskiktet av ryska maffian betraktas idag som världens farligaste människor. Maffian anses även vara tätt förknippad med de så kallade "oligarkerna", Ryska federationens federala säkerhetstjänst (FSB) och rysk myndighetsutövning. Detta ger stora fördelar för ligorna att operera såväl på hemmaplan som utomlands. Journalister, politiker, affärsmän etc. är klara mål för maffian om de skulle vara i vägen.
Rysk maffia kallas ibland för Organizatsija ("Organisationen"), dock något felaktigt, eftersom begreppet mer syftar på en falang inom ryska maffian som är verksamt i USA sedan 1970-talet. Ryska maffian består företrädesvis av ligor som Solntsevskaja bratva (påstås vara världens mäktigaste med 5000 soldater och flera brigadledare), Orechovskaja banda" (ökänt för dess särskilda nisch – kontraktsmord), Izmailovskaja och Dolgoprudunskaja i Moskva, samt Malyshevskaya och Tambovgänget i Sankt Petersburg.
Ryssland brukar framhållas som ett tydligt exempel på ett land vars organiserade brottslighet går hand i hand med politiska beslut, myndighetsutövning och finans- och penningmarknad. Idealet ur maffians synvinkel är att det varken går att urskilja vad som är vad och vem som gör vad. De högsta ledarna, som i Ryssland ofta påstås bestå av en blandning av grovt kriminella, oligarker en klick män som blivit omåttligt rika genom att roffa åt sig råvarukällor och företag i samband med att det statliga ägandet upphörde vid kommunismens sammanbrott 1989–1991), affärsmän, politiker, FSB-folk, militär och idrottsmän (som eftersträvar anonymitet på gränsen till osynlighet).

## Organisationerna i "Organisationen"
- Solntsevskaja bratva
- Izmailovskaja
- Tambovskaja banda
- Orekhovskaja-Medvedkovskaja banda
- Malyshevkskaja
- Kazangänget

## Utpekade maffialedare
- Sergej "Mikhas" Mikhailov - Etnisk ryss. Utpekad mot sitt nekande som ledare för den mäktiga Solntsevogruppen. Är en mäktig affärsman och professor inom ekonomi vid ett av Moskvas högre lärosäten.
- Viktor Averin - Etnisk Ryss. Andreman i Solntsevskaya bratva efter Mikhas.
- Vyatcheslav "Yaponchik" Ivankov - Etnisk ryss. Legendarisk rysk mytomspunnen gangster, "Vor v zakone" inom det absoluta toppskiktet av ryska maffian. Kontraktsmördad oktober 2009 på ett café i Moskva. Troligen utfört av en falang inom maffian som Yaponchik gick emot vid maffians "skiljeförfarande".
- Semjon "Seva" Mogilevich - Etnisk ukrainsk-jude. En av världens mäktigaste maffiabossar med stark anknytning till Solntsevogruppen och "Mikhas", numera i ryskt häkte sedan 2008 efter att ha varit jagad i mer än ett decennium av flera länders säkerhetstjänster. Är med på FBI:s lista över "10 most wanted criminals". Släpptes fri ur ryskt häkte under december 2009.
- Aleksandr "Superkiller" Solonik - Etnisk ryss. Kände som "Sasha Makedonskij" (Alexander den store). Mytomspunnen yrkesmördare i Orekhovskayagruppen känd för sin träffsäkerhet med skjutvapen. Mördad troligen av sina egna i ett hotellrum i Athen Grekland 1997 tillsammans med sin flickvän Elena Kotova, tidigare Miss Russia. Andrei Puljev, bror till Oleg Puljev ledare för Orekhovogänget, dömdes till livstids fängelse 2008 för beställning av mordet. Enligt vissa källor var det en annan ännu mer ökänd yrkesmördare som utförde dådet, "Sasha Soldat". Mordet på Solonik tros vara hämnd, då Solonik påstods ligga bakom dödandet av flera nyckelpersoner inom Orekhovkskaya.
- Vladimir Kumarin-Barsykov - "Kungen av Sankt Petersburg". Utpekad ledare mot sitt nekande för den mäktiga Tambovgruppen. Har nära länkar till Vladimir Putin enligt vissa källor. Sitter sedan 2008 i häkte i Moskva, dömdes 2009 till 14 års fängelse för maffiaverksamhet.[4]
- Sergej "Osya" Butorin - Orekhovos högste ledare fram till idag efter Timofejevs död. Puljev-bröderna styrde den våldsamma falangen Mevedkovskaya, medan "Osya" hela Orekhovskaya-gruppen. Låg bakom massvis med mord och grymma våldsamheter på 1990-talet, däribland morden på kända auktoriteter som Solonik. Deporterades 2010 från Spanska solkusten till Ryssland för rättegång mot Orekhovskaya-Medvedkovskaya gruppen.
- Oleg Puljev - Utpekad som ledare numera för Orehovskayagruppens våldsamma falang Medvedkovo. Dömdes 2008 till livstids fängelse för bland annat beställningsmorden på maffiabossarna Kvantrashvili och Solonik på 1990-talet i en stor rättegång mot Orekhovskaya-Medvedkovskayagruppen som pågått under flera år.
- Sergei "Sylvester" Timofejev - Tidigare ledare för Orehovskayagruppen. Mördad av bilbomb på 1990-talet. Spekuleras om att Solntsevo ligger bakom mordet då dessa påstås ha tagit över stora delar av Orekhovos affärsverksamheter och dess folk, samt de facto att Orekhovos toppfolk blivit fängslade på lång tid i den stora rättsprocessen mot dem.
- Otari Kvantrashvili - Mäktig mafios i Ryssland under 1990-talet. Mördad av Orekhovogruppen under tidigt 1990-tal, där flera orekhovomedlemmar nyligen fängslats för mordet.
- Aleksandr Malyshev-Gonzales - Utpekad som ledare för Malysehvskayagruppen. Greps 2008 i Spanien tillsammans med personer från sina gamla fiender i Tambovgruppen, bland andra Gennady Petrov, i en stor spansk operation i hela Spanien mot rysk maffia. Spanska officiella hävdade att de gripit folk tillhörande de 5 mäktigaste maffiagrupper i världen. Malyshev Tog Gonzales som efternamn från sin spanska fru.
- Alexei Sherstobitov - Mera känd som "Ljosha Soldat". Anses som Rysslands genom tiderna främsta professionella yrkesmördare och är en före detta elitsoldat från Spetsnaz. Ingen trodde någonsin att Ljosha Soldat skulle identifieras och fångas levande. Men han fångades och dömdes för att ha utfört mordet på maffiabossen Kvantrashvilli genom kontraktet från Orekhovskaygruppen. Sergej Timofeyev påstås i rätten 2008 ha beställt mordet, bröderna Oleg och Andrei Puljov organiserat det, Ljosha Soldat utfört det. Ljosha Soldat misstänks ligga bakom flera mord som inte gått att bevisa och är även känd för att ha dödat folk för mindre förseelser, så som att någon underordnad vägrade bära hans frus resväskor, någon annan som firat med att skjuta korken i taket från en champagneflaska, och liknande. Under en halvårsperiod påstås Ljosha Soldat ha dödat 3 människor under märkliga omständigheter.[5]
- Alexander Pustovalov - Mera känd som "Sasha Soldat", en av flera ökända yrkesmördare i Orekhovskayagruppen.
- Peter "шакалы" Оден - mer känd som "Schakalen", anses som Rysslands genom tiderna främsta och yngsta professionella yrkesmördare och är en före detta serbisk elitsoldat. Som hans smeknamn Schakalen är hans nuvarande identitet ännu inte funnen. Enligt Interpols kartläggning kan han befinna sig i Sverige.

## Oligarkerna
Det spekuleras mycket i hur oligarkerna har en roll inom den ryska maffian utan direkta bevis. Att sätta ett likhetstecken mellan ryska maffiabossar och oligarkerna är inte helt oriktigt. Dessa få män har tillskansat sig enorma rikedomar under 1990-talet under märkliga omständigheter.
- Boris Berezovskij - Den mest kända oligarken i Ryssland som hade stort inflytande i politiken under Jeltsinsepoken. Berezovsky har själv hävdat att han omgav sig av tjetjensk maffia (Obshina) under 80-90-talet som beskydd för sin verksamhet under maffiakrigen i början av 1990-talet där tjetjenerna låg i stort krig mot den ryska maffian pådriven av Solntsevo tillsammans med Orekhovo i Moskva och deras motsvarigheter i Sankt Petersburg Tambov och Malyshevskaya.